# Fadi Abou Chebel
Fadi Abou Chebel OMM (ur. 19 października 1969 w Dajr al-Kamar) – libański prezbiter maronicki posługujący w Kolumbii, od 2016 egzarcha apostolski Kolumbii.

## Życiorys
Święcenia kapłańskie przyjął 23 grudnia 1995 w Zakonie Maronickim Błogosławionej Maryi Dziewicy. Przez dwa lata pracował duszpastersko w Urugwaju, a w kolejnych latach pracował jako duszpasterz akademicki w rodzinnym kraju i w Rzymie. W latach 2007–2016 był dyrektorem generalnym duszpastertw akademickich na terenie Libanu.
20 stycznia 2016 papież Franciszek prekonizował go zwierzchnikiem nowo powstałego egzarchatu apostolskiego Kolumbii.